# Volker Eiber
Volker Eiber (* 16. August 1962) ist ein deutscher Badmintonspieler.

## Karriere
Volker Eiber gewann seinen ersten deutschen Titel erst in der Altersklasse U22 1984. In diesem und im folgenden Jahr war er auch gleich bei den Swiss Open im Herrendoppel mit Rolf Rüsseler erfolgreich. In der Folgezeit wurde er 1987 und 1989 deutscher Meister im Mixed und 1991 Meister im Herrendoppel.

## Sportliche Erfolge
| Saison    | Veranstaltung                    | Disziplin    | Platz | Name                                                                             |
| --------- | -------------------------------- | ------------ | ----- | -------------------------------------------------------------------------------- |
| 1983/1984 | Deutsche Einzelmeisterschaft U22 | Herreneinzel | 1     | Volker Eiber (TuS Wiebelskirchen)                                                |
| 1984      | Swiss Open                       | Herrendoppel | 1     | Rolf Rüsseler / Volker Eiber                                                     |
| 1984/1985 | Deutsche Einzelmeisterschaft     | Mixed        | 3     | Volker Eiber / Katrin Schmidt (LZ Saar / TuS Wiebelskirchen)                     |
| 1985      | Swiss Open                       | Herrendoppel | 1     | Rolf Rüsseler / Volker Eiber                                                     |
| 1986/1987 | Deutsche Einzelmeisterschaft     | Herrendoppel | 2     | Ralf Rausch / Volker Eiber (FC Bayer 05 Uerdingen / TuS Wiebelskirchen)          |
| 1986/1987 | Deutsche Einzelmeisterschaft     | Mixed        | 1     | Volker Eiber / Katrin Schmidt (LZ Saar / TuS Wiebelskirchen)                     |
| 1988/1989 | Deutsche Einzelmeisterschaft     | Mixed        | 1     | Volker Eiber / Katrin Schmidt (LZ Saar / TuS Wiebelskirchen)                     |
| 1989      | Austrian International           | Herrendoppel | 1     | Ralf Rausch / Volker Eiber                                                       |
| 1990/1991 | Deutsche Einzelmeisterschaft     | Herrendoppel | 1     | Volker Eiber / Ralf Rausch (FC Bayer 05 Uerdingen)                               |
| 1991/1992 | Deutsche Einzelmeisterschaft     | Herrendoppel | 3     | Volker Eiber / Ralf Rausch (FC Bayer 05 Uerdingen / BC Eintracht Südring Berlin) |
| 1994/1995 | Deutsche Einzelmeisterschaft     | Herrendoppel | 3     | Volker Eiber / Thomas Berger (SC Bayer 05 Uerdingen / SSV Heiligenwald)          |
| 2006/2007 | Deutsche Einzelmeisterschaft O40 | Herrendoppel | 1     | Bernd Schwitzgebel / Volker Eiber (1. BC Bischmisheim / BV Püttlingen)           |